# Diego Vélez
Diego Vélez García (Cali, Valle del Cauca, Colombia, 2 de agosto de 1950) es un actor de cine y televisión colombiano.

## Filmografía

### Televisión
- Nuevo rico, nuevo pobre (2025) - Anselmo Afanador
- Entre sombras (2022)
- El Cartel de los Sapos: el origen (2021)
- Enfermeras (2019)
- La ley del corazón (2016-2017)
- Niche (2014-2015)
- Dr. Mata (2014)
- A mano limpia (2011- 2013)
- Un sueño llamado salsa (2011)
- La bruja (2011)
- Amor sincero (2010)
- Las muñecas de la mafia (2009-2010) - Gavilán
- El último matrimonio feliz (2008-2009) - Armando Salgar Hernández
- Mujeres asesinas (2008)
- Pura sangre (2007-2008)
- Los Reyes (2005-2006)
- Amor a la plancha (2003-2004)
- La reina de Queens (2000)
- Juliana, ¡qué mala eres! (1999)
- Dios se lo pague (1998)
- Dos mujeres (1997)
- Hombres de honor (1996)
- Las ejecutivas (1995- 1996)
- Café, con aroma de mujer (1994)
- El oasis (1994)
- La mujer doble (1992)
- En cuerpo ajeno (1992)
- La 40 Calle del Amor (1992)
- Puerto Amor (1990-1991)
- Castigo divino (1991)
- Maten al león
- La Espina
- La historia de Tita
- Suspenso 7:30

## Cine
- El paseo 5 (2018)
- Todos tus muertos (2010)
- La historia del baúl rosado (2005)
- El rey (2004)
- Bolívar soy yo (2001)
- La Pena máxima (2001)
- Golpe de estadio (1998)
- La estrategia del caracol (1993)
- María Cano (1990)

## Premios y nominaciones

### Premios India Catalina
| Año  | Categoría                                    | Telenovela o Serie         | Resultado |
| ---- | -------------------------------------------- | -------------------------- | --------- |
| 2012 | Mejor Actor de Reparto de Serie              | La bruja                   | Nominado  |
| 2009 | Mejor actor antagónico de telenovela o serie | El último matrimonio feliz | Nominado  |